# Fruxu-de-barriga-amarela
Manaquim-de-barriga-amarela ou fruxu-de-barriga-amarela (Neopelma sulphureiventer) é uma espécie de ave da família Pipridae.
Pode ser encontrada nos seguintes países: Bolívia, Brasil e Peru.
Os seus habitats naturais são: florestas subtropicais ou tropicais húmidas de baixa altitude.